# Laccobius hardyi
Laccobius hardyi är en skalbaggsart som beskrevs av Cheary 1971. Laccobius hardyi ingår i släktet Laccobius och familjen palpbaggar. Inga underarter finns listade i Catalogue of Life.